# Westerland (Sylt)
Westerland (fryz. Wäästerlön, Weesterlön; duń. Vesterland) – dzielnica uzdrowiskowa gminy Sylt w Niemczech, w powiecie Nordfriesland, w kraju związkowym Szlezwik-Holsztyn, na wyspie Sylt, na Morzu Północnym. Do 1 stycznia 2009 Westerland było miastem, wówczas połączono ze sobą jeszcze gminy Sylt-Ost i Rantum tworząc gminę Sylt.

## Położenie
Westerland było trzecim z najbardziej wysuniętych na północ miast w Niemczech, oprócz Wenningstedt-Braderup (Sylt) oraz Kampen (Sylt). Leży 74 kilometry na zachód od Flensburga, 134 kilometry na północny zachód od Kilonii i 186 kilometrów na północny zachód od Hamburga. Jedyne połączenie z resztą lądu stanowi linia kolejowa na grobli Hindenburgdamm o długości ponad 8 km.

## Liczba ludności
- 1755: 490 mieszkańców
- 1804: 437 mieszkańców
- 1905: 2292 mieszkańców
- 1934: 3614 mieszkańców
- 1939: 6209 mieszkańców
- 1946: 10 957 mieszkańców
- 1961: 8507 mieszkańców
- 1968: 11 020 mieszkańców
- 1979: 9525 mieszkańców
- 2006: 8973 mieszkańców
- 2007: 9032 mieszkańców

## Historia
Zbrodniarz wojenny Heinz Reinefarth w grudniu 1951 został wybrany burmistrzem Westerland jako przedstawiciel partii Blok Wszechniemiecki/Blok Wypędzonych ze Stron Ojczystych i Pozbawionych Praw. W 1962 wybrano go do landtagu w Szlezwiku-Holsztynie, a po zakończeniu kadencji w 1967 rozpoczął pracę jako prawnik. Mimo licznych wezwań władz polskich do ekstradycji zbrodniarza, władze RFN konsekwentnie odmawiały i nawet przyznały Reinefarthowi generalską rentę. Reinefarth zmarł w 1979 w swojej rezydencji na wyspie Sylt, nigdy nie ponosząc odpowiedzialności za swoje zbrodnie.
31 lipca 2014, w przeddzień 70. rocznicy wybuchu powstania warszawskiego, na gmachu ratusza w Westerland odsłonięto dwujęzyczną tablicę o treści:
Warszawa, 1 sierpnia 1944 roku. Żołnierze polskiego ruchu oporu powstają do walki z niemieckimi okupantami. Reżim niemiecki nakazuje stłumienie Powstania. Zamordowanych zostaje ponad 150 000 osób, niezliczeni mężczyźni, kobiety i dzieci doznają ran i upokorzeń. Heinz Reinefarth, w latach 1951-1963 burmistrz Westerlandu, był jako jeden z dowódców      niemieckich odpowiedzialny za te zbrodnie. Ze wstydem składamy hołd ofiarom, mając nadzieję na pojednanie. Z okazji 70. rocznicy wybuchu Powstania Warszawskiego.
```
Warschau, 1. August 1944. Polnische Widerstandskämpfer stehen auf gegen die deutschen Besatzer. Das nationalsozialistische Regime lässt den Aufstand niederschlagen. Mehr als 150 000 Menschen werden ermordet, unzählige Männer, Frauen und Kinder geschändet und verletzt. Heinz Reinefarth, von 1951 bis 1963 Bürgermeister von Westerland, war als Kommandeur einer Kampfgruppe mitverantwortlich für dieses Verbrechen. Beschämt verneigen wir uns vor den Opfern und hoffen auf Versöhnung
[
2
]
.
```